# 熊谷氏
熊谷氏（くまがいし、くまがいうじ）は、日本の氏族の一つ。

## 桓武平氏流の熊谷氏
桓武平氏流の熊谷氏は、平安時代に武蔵国熊谷郷（くまがいごう、現在の埼玉県熊谷市）を領し、熊谷を名乗った氏族である。各種系譜では、北条氏と同じように平直方の子孫を称する。

### 人物
初代・熊谷直貞
桓武平氏・平直方の孫の平盛方の子。平直貞と称する。父盛方は鎌倉幕府執権の北条氏の本家筋であった。別説では宣化天皇を祖とする丹治姓・私市氏の熊谷直季が熊谷氏を名乗っており、その孫の熊谷直孝の後継として平氏の一門である平直貞が養子に迎えられたという。
第二代・熊谷直実
熊谷直貞の次男、熊谷次郎直実。最初石橋山の戦いでは挙兵した源頼朝を攻め、撃破したが、後に頼朝に従って平氏追討で多くの戦功を立てている。一ノ谷の戦いで平敦盛を討ち、勇名を馳せたことでも有名である。しかし建久3年（1192年）、直貞の没後に直実を養育してくれた母方の義理の叔父久下直光と所領を巡り争い、それに敗れると、家督を嫡子・熊谷直家に譲って、法然の弟子となり出家した。
第三代・熊谷直家
父に従い源平合戦で活躍した。
直家の嫡男熊谷直国は本拠の武蔵熊谷郷に住んだが、承久3年（1221年）の承久の乱の際に宇治川で討死した。ところが、武蔵国熊谷郷は直実が直家の同意を得て庶子である「四郎家真（実家）」に譲ったとする譲状の存在が伝えられており、熊谷郷を領して子孫に継承させた直国は直家の子ではなく家真（実家）の子とする説が有力視されるようになった。また、承久の乱において熊谷氏の中に後鳥羽上皇に味方した者が多数存在したと指摘されると共に乱の結果として惣領家の交替が発生（幕府に忠節と尽くして死んだ直国の遺児が惣領として取り立てられた）し、後に近江と安芸の熊谷氏が共に惣領と称するようになったとする見解も出されている。

### 家紋の由来
治承4年（1180年）、熊谷直実が「石橋山の戦い」に敗れて落ち延びた源頼朝を見つけた時、寓生（）で頼朝を覆い隠し身の安全を図った。その時偶然にも2羽の鳩が飛んだ。後に直実が源頼朝の家臣になった際、そのエピソードを憶えていた頼朝から、家紋として渡された。

## 近江国の熊谷氏
近江国の熊谷氏は、桓武平氏流の熊谷氏から派生した、近江国を拠点とした一族である。
熊谷直貞の長男、直実の兄である直正の子孫であり、熊谷氏惣領を称した。近江国浅井郡塩津郷に住んだことに始まる。ただし、前述の承久の乱による惣領家の交替が発生したとする説では直家の子孫が直正の系統の名跡を継いだとする。室町時代には奉公衆として室町幕府に仕えている。「塩津熊谷衆」はその筋にあたる。近江国で地頭職を与えられ、赴任して以後、湖北地方一帯に勢力を延ばした。

### 系譜
『系図纂要』や『姓氏家系大辞典』（太田亮著）によれば、直正以下に4代みえている。熊谷直正━忠直━景貞━直綱━直朝と続いている。また一説によれば、直実━直方━忠通と続き、孫の直綱、その子・直朝とする説もあるという（『姓氏家系大辞典』）。熊谷直家を祖とした熊谷氏嫡流であったとみる近年の説では、柴﨑啓太は直実━直家━直村━直忠（ただし、直家と直村の間に1代挟む可能性あり）とする。高橋修は直実━直家━景貞━直綱━直朝━直村━直忠とする。

### 人物
- 熊谷直忠： 正安2年（1300年）に安芸熊谷氏の訴訟文書中に熊谷氏惣領として名前が残る「二郎左衛門尉直忠」（『熊谷家文書』26号・正安2年閏7月27日付関東下知状）及び菅浦惣追捕使を称した「熊谷七郎二郎直忠」（『菅浦文書』・永仁6年6月付「近江菅浦惣追捕使代乗眼申状案」）と同一人物とされる[5]。
- 熊谷直鎮： 備中守。六波羅退治「勇傑十六将」の一人として随一の奉公をし軍功を得る。
- 熊谷直純： 室町幕府奉公衆。将軍足利義政の政務に関して目安の手紙を送ったところ追放させられる[8]。その後、高野山で出家[8]。
- 鳩居堂： 近江国から熊谷直正の子孫にあたると称する熊谷直心が京都に移り店を開いたことに始まる。[9]。

## 武蔵国の熊谷氏
桓武平氏流の熊谷氏の子孫であり、熊谷氏の発祥地を拠点とし続けた一族である。熊谷直家の息子・熊谷直重が本拠とする。ただし、熊谷郷に関しては前述のように直実が庶子である家真（実家）に譲った譲状が残され、その子孫である安芸熊谷氏（本庄熊谷氏）が熊谷直継の代まで拠点にして安芸には代官を派遣していたとされており、研究の余地がある。しかし、室町時代の応永34年（1427年）に発生した荒川の大洪水の結果、それまで熊谷郷の北側を流れていた荒川が熊谷郷の中を通るようになり、経営が困難となった熊谷氏はこの地を放棄したとみられている。また、熊谷氏と関係が深かった熊野御師の橋爪氏が応永21年（1414年）に熊谷郷の旦那職を売却しており、洪水の直前には熊谷氏が武蔵から立ち退いた可能性があるとする見解もある。いずれにしても、応永年間前後に熊谷氏は熊谷郷を立ち去り、室町時代後期には熊谷郷だった地域は新興の成田氏の支配下に置かれてしまう。以後、比企郡根岸村、和泉村を知行し、戦国期まで存続。安芸本庄系熊谷氏の熊谷直経に嫡子が無かった際には、養子として熊谷郷の熊谷氏から養子を取っている（後に嫡子が誕生し、養子の信直が家督を継ぐことはなかった）。

### 人物
- 熊谷直重： 熊谷直家の子[7]。又次郎[7]。武蔵国熊谷郷に住んだ[7]。
- 熊谷直忠： 直重の子[7]。次郎、左衛門尉[7]。
- 熊谷忠重： 直忠の子[7]。又次郎[7]。
- 熊谷直鎮： 忠重の子[7]。又次郎、備中守、法名生観[7]。元弘3年（1333年）足利高氏（尊氏）上洛に付き従う[7]。
- 熊谷直氏： 直鎮の子[7]。又次郎、民部大輔、豊後守[7]。
- 熊谷清直： 直氏の子[7]。五郎兵衛尉[7]。
- 熊谷実家： 清直の子[7]。新次郎[7]。永享11年（1439年）箱根山合戦で討ち死にした[7]。
- 熊谷俊直： 『新編武蔵風土記稿』によると、直実の末流である佐渡守実勝6代の子孫である。武蔵国比企郡根岸村に住み、根岸村・和泉村を知行したとされる[7][12]。

### 系譜
```
 　　　　　
平高望

　 　　　　　┃
　　　　　　
国香

　　　　 　　┃
　　　　　　
貞盛

　 　　　　　┣━━━┓
　　　　　　
維将
　　
維衡

　 　　　　　┃　　　┃
　　　　　　
維時
　
伊勢平氏
へ
　 　　　　　┃
　　　　　　
直方

　 　　　　　┣━━━━━━━━━┓
　　　　　　
維方
　　　　　　　 　女＝
源頼義

　 　　　　　┣━━━━━━━━━┓　　┣━━┳━━┓
　　　　　　
盛方
　　　　　　　　
時直
 　
義家
　
義綱
　
義光

　 　　　　　┃　　　　　　　　　┃
　　　　　
熊谷直貞
　　　　　　
北条時家

 　　　　　　┣━━━━━━━━┓┗━━━━━━┓
　　　　　　
直正
（近江熊谷）　
直実
　　　　　　
時方

 ┏━━━━┳━━┳━━┳━━━┛　　　　　　　┃

家真
　　　
直家
　
実景
　
直勝
（新庄熊谷）　　　　
時政

 ┗━━━┓ ┣━━━━━┳━━━━━┓　　　　┣━━━━━━━┳━━┓
　（異説）
直国
　　　　　
直重
　　　　
直宗
　　　
政子
＝
源頼朝
　　
義時
　
時房

　　　　（
安芸熊谷
）　（
三河熊谷
）（
陸奥熊谷
）
```

## 安芸熊谷氏

### 独立領主時代
熊谷直国の子・熊谷直時は、安芸国三入庄（みいりのしょう、現在の広島市安佐北区可部町周辺）の地頭職を与えられた。直時の子孫が13世紀後半に三入庄に下向し、伊勢ヶ坪城を築き、そこを安芸熊谷氏の本拠地としたとされるが、実際には熊谷直継の頃まで当主は熊谷郷に居住していて、安芸には代官を派遣したとみられている。熊谷直経の頃に三入高松城を築城し、本拠を移動している。直経は先々代直満の庶子で異母兄である直継の死によって後を継ぐが、これに反対する継母・真継（直継の生母）と間で訴訟となった。最終的に偽証によって真継が配流されたことで直経が勝訴するが、小早川氏の女性を母としていた直経は元々安芸に拠点を有していたとみられ、直経が安芸熊谷氏を相続した結果として武蔵から安芸への本拠地の移転が発生したと考えられている。
1. 熊谷直時： （安芸国に下向）
2. 熊谷直高
3. 熊谷直満
4. 熊谷直継

鎌倉時代末期から南北朝時代初期の熊谷氏は、伊勢ヶ坪城や桐原城を拠点として4つの家に分かれていた。主として本庄系熊谷氏・新庄系熊谷氏が挙げられる。この当時、勢力が衰えていた惣領家の熊谷直経は鎌倉幕府に忠勤を励んでいたが、後醍醐天皇の挙兵後は宮方に味方して活躍した。
足利尊氏が建武の新政に対して反旗を翻し、南北朝の騒乱が安芸国にも拡大してくると、建武2年（1335年）12月に安芸守護職の武田信武は、尊氏側に呼応して佐東銀山城で挙兵。これに惣領の本庄熊谷氏も従っている。しかし分家筋・新庄熊谷氏の熊谷直行入道蓮覚は矢野城にて宗家を含めた武田氏率いる足利尊氏軍に反抗。結局、蓮覚やその子の熊谷直村、甥の熊谷直続ら分家筋の熊谷一族は、激しい攻防の末、武田氏主導の安芸国人連合軍によって滅ぼされた。以後、安芸熊谷氏は安芸守護武田氏に属することとなる。

### 安芸武田家臣時代
宗家本庄の熊谷直経は各地を転戦しつつ、室町幕府の権威を背景として分割されていた所領を統合し、貞治4年（正平20年、1365年）に所領の全てを嫡男の熊谷直明（宗直）に譲った。これにより安芸熊谷氏が戦国時代に雄飛する力を蓄えられるようになるのである。
1. 熊谷直経： （三入高松城築城、本拠移動）
2. 熊谷直明
3. 熊谷在直
4. 熊谷信直： （初代信直）
5. 熊谷堅直
6. 熊谷宗直
7. 熊谷膳直： （分家新庄熊谷氏を滅亡に追い込む）
8. 熊谷元直： （有田中井手の戦いで討死）

宗直は今川了俊が九州探題になると、了俊に属して九州に出陣し、1379年には代官熊谷直忍を九州に派遣して今川仲秋に従わせた。そして1381年には大内義弘から所領安堵を受け、至徳2年（元中2年、1385年）には今川了俊から所領の安堵を得るなどして、勢力の維持拡大に尽力した。しかし宗直が南朝に通じたため、北朝方の安芸国人衆の攻撃を受け、熊谷氏の勢力は一気に衰えた。
三入庄に復帰を果たした宗直の子・熊谷在直は、再び室町将軍家と安芸武田氏に従い、室町時代を通じて熊谷氏は武田氏の指揮下に属し、応永6年（1399年）の応永の乱にも武田氏に従い、永享10年（1438年）の大和永享の乱には、武田信栄に従って幕府方として出陣している。応仁元年（1467年）から始まる応仁の乱でも武田氏との関係から細川勝元方の東軍としての行動が確認される。
明応8年（1499年）、温科国親が武田元信から離反した時にも、熊谷氏当主熊谷膳直はその討伐に参加し、恩賞として温科氏の旧領を与えられている。この膳直の時代に、分家筋の新庄熊谷氏を滅ぼして、熊谷氏の勢力を拡大させている。その子である熊谷元直も武田氏に属するが永正14年（1517年）の有田中井手の戦いで武田元繁共々、熊谷元直も討死した。
その子熊谷信直は、武田光和に嫁していた妹が離縁されたこと、信直が光和の家臣の所領を横領したことから武田氏と不和になり、ついには天文2年（1533年）に武田軍に本拠の三入高松城を攻撃されるに至る。これを機に信直は武田氏から離反し、毛利元就に属することになった。

### 毛利家臣時代
熊谷氏は毛利氏家臣として忠節を尽くし、天文16年（1547年）には娘を吉川元春に嫁がせ、毛利氏と姻戚関係を結び、より忠節を尽くし、毛利氏の勢力拡大に尽力した。その結果、所領は次々と増え、国衆最高の1万6000石を領した。
信直嫡孫の熊谷元直は毛利氏の重臣として活躍するが、キリシタンであったために慶長10年（1605年）、萩城築造の遅れを理由に一族関係者諸共処刑された（五郎太石事件）。その後2008年に列福式が行われ、元直らは福者として祭られた。元直死後は熊谷直貞が跡を継ぎ、子孫は萩藩寄組として続いた。
1. 熊谷信直： （毛利氏に属する）
2. 熊谷高直： （土居屋敷建設）
3. 熊谷元直： （キリシタンとして毛利輝元により処刑）
4. 熊谷直貞： （以降長州藩寄組）

慶長10年（1605年）に熊谷元直が処刑された際、その嫡子の熊谷直貞は慶長元年（1596年）に死去していたが、元直の嫡孫にあたる熊谷元貞は、祖父の処刑の連座を逃れるために毛利秀元の庇護を受けて、熊谷氏の跡を継いだ。元貞の母は穂井田元清の娘であり、元貞にとって毛利秀元はおじであった。元和元年（1615年）の大坂夏の陣で、元貞は奮戦して、寄組の地位と厚狭郡・豊浦郡殿敷など3000石を得て、現在の下関市吉田に居を構えた。
元和9年（1623年）、元貞が29歳で死去し、家督はその嫡子であった熊谷主膳正が継いだ。藩主・毛利秀就は主膳正に2000石を与えたが、寛永2年（1625年）にわずか7歳で死去した。熊谷氏は断絶の危機に直面したが、毛利秀就は熊谷元貞の叔母が杉重政に嫁いで女子を産んでいたため、その女子を宍戸広匡の次男・宍戸元実に娶せて、熊谷氏の養子に入れた。これが熊谷元実である。元実は貞享2年（1685年）に死去した。
その嫡子・熊谷就実は貞享4年（1687年）、自領の津布田で百姓一揆が起き、その責任を取らされて吉田から鴨ノ庄に移封され1900石となった。就実は萩城三ノ丸の熊谷屋敷に住み、番頭役として藩主側近の要職を務め、正徳4年（1714年）に74歳で死去した。その子・熊谷元貞は、才気にあふれ延享3年（1746年）から寛延3年（1750年）まで、藩の当役として毛利宗広の補佐にあたった。
その後、23代当主の熊谷熈経（ひろつね、兄・赤川熈斐（）とともに毛利斉熙から偏諱を与えられた）が急死。子がなかったため、藩法により領地の1/3が収公されて1400石となり、国司就孝の三男（で浦靱負の実弟にあたる）直行が養子となり熊谷氏を継いだ。しかし、その熊谷直行も19歳で夭折したため、また領地が収公されて1000石となった。そして山内元資（山内采女広通の子か）の子が養子に入り、熊谷直温と名乗って跡を継いだ。次代の26代当主・熊谷親直（「親」は毛利慶親からの偏諱）は長州藩の最高実力者の一人として藩政を担い、安政元年（1854年）に八組頭となった。しかし、俗論派であったため、慶応元年（1865年）に失脚して隠居した。
27代当主の熊谷直養は、先代の失脚によって活躍の場を失っていたが、慶応元年（1865年）に藩内での軍政改革によって、銃隊を組織した。また、長州藩の訓練所では、乃木希典らとともに藩兵の指導にあたった。明治維新後、直養は大蔵省に勤めたが、明治6年（1873年）11月に出張先の沖永良部島で病死した。31歳であった。
子孫は存続し、現在も続いている。

### 安芸熊谷氏系譜
```
　　　　　
直実

 　　　　　┣━━┳━━━━━━━━━┓
　　　　　
直家
　
実景
　　　　　　　　
直勝
(新庄熊谷)
 　　　　　┣━━┳━━━━━━━┓　┗━━━━━━┳━━┓
　　　　　
直国
　
直重
(三河熊谷)　
直宗
(陸奥熊谷)　　
直氏
　
祐直

 　　　　　┣━━┓　　　　　　　　　　　　　　　　　　　┣━━┳━━┳━━┓
　　　　　
直時
　
祐直
　　　　　　　　　　　　　　　　　　
蓮忍
　
頼祐
　
頼直
　
直秀

 　　┏━━╋━━┓　　　　　　　　　　　　　　　　　　　　　　　　　┗┳━━━━━┳━━━━┳━━━━┓
　　
直久
　
直高
　
直基
　　　　　　　　　　　　　　　　　　　　　　　　　
直勝
　　　　
蓮覚
　　　
直能
　　　
直宗

　　　 　　┣━━┳━━┳━━┳━━┓　　┏━━┳━━┳━━┳━━┳━━┫　　┏━━╋━━┳━━┓　　　┣━━┳━━┓
　　　　　
直満
　
直義
　
有直
　
時直
　
直泰
　
直能
　
直清
　
直氏
　
末直
　
直重
　
直茂
　
直能
　
為直
　
光直
　
直村
　　
直続
　
直平
　
直末

 　　　　　┣━━┓　　　　　　　　　　　　　　┣━━┳━━┓
　　　　　
直経
　
直継
　　　　　　　　　　　　　
直顕
　
武直
　
親直
(毛利煕元養子?)
 　　┌━━╋━━┓　　　　　　　　　　　　　　┣━━┳━━┓
　　
信直
　
直明
　
直春
　　　　　　　　　　　　　
直職
　
直包
　
貞直

 　　　　　┣━━┓　　　　　　　　　　　　　　　　　　　　┃
　　　　　
在直
　
有直
　　　　　　　　　　　　　　　　　　
桐原直房
(桐原氏)
 　　　　　┃　　┃　　　　　　　　　　　　　　　　　　　　┃
　　　　　
信直
　
直氏
　　　　　　　　　　　　　　　　　　　
直重

 　　　　　┣━━━┓　　　　　　　　　　　　　　　　　　　┃
　　　　　
堅直
　
山田重吉
　　　　　　　　　　　　　　　　　
祐隆

 　　　　　┣━━┳━━┳━━┳━━━┓　　　　　　　　　　┃
　　　　　
宗直
　
直忠
　
直次
　
直助
　
水落直綱
　　　　　　　　
直経

 　　　　　┣━━━┳━━━┓　　　　　　　　　　　　　　　┣━━┓
　　　　　
膳直
　
友近直春
　
直祥
　　　　　　　　　　　　　　
高直
　
亮直

 　　　　　┃　　　　　　　　　　　　　　　　　　　　　　　　　　┃
　　　　　
熊谷元直
　　　　　　　　　　　　　　　　　　　　　　
生駒就亮

　 　　　　┣━━━━━━━━━━━━━━━━━━━━━━━━━━┓
　　　　　
信直
　　　　　　　　　　　　　　　　　　　　　　　　　
直続

 　　　　　┣━━┳━━┳━━━┳━━━┳━━━┓　　　　　　　　｜
　　　　　
高直
　
直清
　
広真
　
三須隆経
　
就真
 　
新庄局
＝
吉川元春
　 
直清

 　　　　　┣━━┓　　┣━━┓　　　　┃　　┏━━╋━━┓　　　┣━━┳━━━┳━━━┳━━┓
　　　　　
元直
　
景直
　
元実
　
直方
　　　
元辰
　
元長
　
元氏
　
広家
　　
直顕
　
直之
　
宮庄春真
　
守良
　
直重

　 　　　　┃　　┃　　┃　　┃　　　　　　　｜　　　　　　　　　┃　　　　　　┃
　　　　　
直貞
　
元信
　
元吉
　
実明
　　　　　　
広家
(岩国領主)　　　
清直
　　　　　
家正

 　　　　　┃　　┃　　　　　　　　　　　　　　　　　　　　　　　┣━━┳━━┓
  　　　　
元貞
　
就実
　　　　　　　　　　　　　　　　　　　　　　
正直
　
良実
　
就直

 　┏━━━┥
 
主膳正
 　
元実

 　┏━━━╋━━━┳━━━┓

宍戸就附
　
就実
　
宍戸就延
　
隆将
(三入庄に戻る)
 　┏━━━╋━━━┓

宍戸広隆
　
直久
　　
熊谷元貞

 　┏━━━┳━━━┻┳━━━━┳━━─┐
  
直秀
　
宍戸広周
　
井原就正
　
志道就久
　
就直
(
井原広似
次男)
 　　　　　　　　　　　　　　   　   　  　　 　┃
 　　　　　　　　　　　　　　　　        　 　
忠三郎
(就直の子、夭折)
 　　　　　　　　　　　　　　　　　         　　｜
　　　　　　　　　　　　　　　　　　　
親貞
(
志道就久
次男)
 　　　　　　　　　　　　┏━━┳━━━┫
　　　　　　　　　　　　
豊槌
　
熈経
　
赤川熈斐

 　　　　　　　　　　　　　　　｜
　　　　　　　　　　　　　　　
直行
(
国司就孝
三男)
 　　　　　　　　　　　　　　　｜
　　　　　　　　　　　　　　　
直温
(
山内元資
三男)
 　　　　　　　　　　　　　　　｜
　　　　　　　　　　　　　　　
親直
(分家筋
熊谷直寧
長男)
 　　　　┌━━━━━━━━━━╂━━━┐
　　　　
好直
(
毛利方寛
三男)　
福原道任
　
直養
(分家筋
熊谷直則
長男)
```

### 安芸熊谷氏主要家臣
- 桐原氏： （永代家老、新庄熊谷氏末裔、祖は熊谷祐直）
- 細迫氏： （家老、本庄熊谷直明を祖とする）
- 末田氏： （熊谷直家次男、熊谷直重を祖とする）
- 岸添氏： （熊谷直高の四男・熊谷直泰を祖とする）
- 大坪氏： （熊谷堅直の三男・熊谷直忠を祖とする）
- 水落氏： （熊谷堅直の四男・水落直綱を祖とする）
- 友近氏： （熊谷宗直の次男・友近直春を祖とする）
- 山田氏： （熊谷信直の次男・山田重吉を祖とする）

## 陸奥熊谷氏
直実の子、直家は頼朝の奥州藤原氏征伐における戦功で、陸奥国（後の陸前国）本吉郡に所領を得た。

### 独立領主時代
直家の三男、直宗は父の所領のうち奥州の分を相続、赤巌館（赤巌城）に居を構え奥州熊谷氏の祖となった。鎌倉幕府の御家人だった期間でありほぼ鎌倉時代に該当する。歴代とも鎌倉に在住し、領地には合戦の時など時々下向したようである。「気仙沼熊谷党」と称された。
1. 熊谷直宗： （直家の息子たちの中でただ一人「平三直宗」として鎌倉幕府の正史『吾妻鏡』に登場する）
2. 熊谷直鎮： （読みは「なおます」）
3. 熊谷直光
4. 熊谷直時： （千葉行胤を支援した際、討死）
5. 熊谷直明

### 葛西家臣時代
葛西氏の侵攻を撃退してきた直明が死ぬとその子の直政は葛西氏に臣従。葛西氏は領地半分を安堵し、これ以降、総領は代々「東方之騎士之将」と称された。
1. 熊谷直政
2. 熊谷直行
3. 熊谷直致： （直宗とも書く）
4. 熊谷信直
5. 熊谷直茂
6. 熊谷直定
7. 熊谷直光： （直定次男。葛西氏に謀叛を起こした兄熊谷直景（直定長男）を討ち長崎館を賜りそこに本拠を移す）
8. 熊谷直元
9. 熊谷直正
10. 熊谷直資
11. 熊谷直長： （奥州仕置により葛西氏没落、伊達政宗に仕える）

### 支流
熊谷氏は幾度か内紛を起こしながらも夥（）しい数の支流・分家にわかれて繁茂した。気仙沼市内において（平成の大合併以前の気仙沼市において）熊谷姓は小野寺姓についで2番目に多く、5軒に1軒が熊谷姓といわれる。秀吉の奥州仕置により葛西氏が没落すると、伊達氏や南部氏に仕官して藩士となった者もあったがわずかな例外的存在であり、ほとんど帰農した。仙台藩支配下の郷士となって肝煎を世襲した者も多く、各種の系図が豊富に伝えられている。
- 齊殿系

1. 熊谷直倫： （室町時代の直定の子の直光の子）
2. 熊谷直高
3. 熊谷直長： （奥州仕置により没落）
4. 熊谷直勝
5. 熊谷直貞： （伊達政宗に仕える）

- 赤巌館系

1. 熊谷直脩： （直定四男。兄・直光の時、赤巌館を与えられ分家）
2. 熊谷直秋： （嵯峨立氏との争いで討死）
3. 熊谷直益
4. 熊谷直春： （奥州仕置により没落）

- 寺崎館系

1. 熊谷直能： （鎌倉時代の直鎮の子の直光の四男）
2. 熊谷直常
3. 熊谷直次
4. 熊谷常直： （養子。実父千葉清胤）
5. 熊谷胤直： （北館に移る）
6. 熊谷直胤
7. 熊谷直時
8. 熊谷晴実
9. 熊谷晴直： （奥州仕置により没落）

- 中里邨系

1. 熊谷直久： （鎌倉時代の直鎮の子の直光の七男）
2. 熊谷直包
3. 熊谷宗直
4. 熊谷直総
5. 熊谷直時
6. 熊谷直泰
7. 熊谷直継
8. 熊谷直昌
9. 熊谷直則： （奥州仕置により没落）
10. 熊谷直家
11. 熊谷直貞

- 気仙沼館系

1. 熊谷宗直： （鎌倉時代の直鎮の子の直光の七男直久の三男。早世）
2. 熊谷直継： （宗直の子。気仙沼館に移る）
3. 熊谷直行
4. 熊谷直氏： （大原郷に出奔し千葉広忠に仕える）
5. 熊谷直恒
6. 熊谷直親
7. 熊谷直常： （奥州仕置により没落）

- 西館系

1. 熊谷重信： （父千葉重隆、父方の祖母熊谷氏）
2. 熊谷胤氏
3. 熊谷胤重
4. 熊谷信光
5. 熊谷胤安
6. 熊谷胤成
7. 熊谷胤照

## 三河熊谷氏
三河国八名郡（現・愛知県新城市とその周辺。豊川の東岸）の宇利城を有した熊谷氏は、熊谷直重の3代後の子孫・直鎮が元弘元年（1331年）、足利高氏（尊氏）上洛に従い、元弘3年（1333年）の六波羅の合戦で武功を上げたことによって、同郡の地頭職を高氏（尊氏）より与えられたことに由来する。直鎮は地頭職を与えられた後、八名郡に居住し、彼の6代後にあたる重実が同郡宇利庄に移り住んだ。重実の息子・実長の代より宇利熊谷と称し、今川氏に臣従した。
宇利城主となった熊谷氏は、実長の息子・正直の代である享禄2年（1529年）に松平清康に城を攻められて敗れたが、同国額田郡高力郷（現・愛知県額田郡幸田町大字高力周辺）に落ちつき、高力氏と姓を改めた。高力氏は、徳川家康の重臣であった高力清長ら一族を輩出し、大名家のち旗本家として存続した。
なお天竜川上流の信州・三河・遠江の三国国境地帯（三遠南信）を舞台にした『熊谷家伝記』の信濃坂部熊谷氏は、直重の娘と新田義貞との子・貞直を祖とするといわれている。

### 三河熊谷氏系譜
直実 ━ 直家 ━ 直重（三河熊谷氏祖） ━ 女（常盤：新田義貞室） ━ 貞直（信州坂部熊谷氏祖）

## 若狭熊谷氏
安芸熊谷氏の一族。安芸分郡守護であった武田氏が若狭国守護にもなった際に、安芸熊谷氏の一族が武田氏に従って若狭に移住、他の安芸武田家臣の氏族ともども若狭に土着した。

### 主要人物
- 熊谷直之： 大倉見城5万石。治部大夫、大膳亮。家は若狭国武田氏代々の家臣で、織田信長に若狭衆として仕え、後に豊臣氏の家臣となる。豊臣秀次事件に連座し自害。
- 熊谷直盛： 豊臣秀吉家臣。文禄・慶長の役で軍監に任ぜられて活躍する。妻は石田三成の妹。後に豊後国安岐城主1万8000石。関ヶ原の戦いで西軍敗戦後、大垣城内で相良長毎らに殺害された。

## 現在の熊谷氏
熊谷直実 800回忌に、埼玉県の熊谷寺に全国から「熊谷氏」が集結した。全国には熊谷姓を名乗る者は約五万人程度といわれる。各種の「苗字・名字ランキング」では全国150位代とされることが多い。
人物
- 熊谷裕樹： 文化人。陸奥熊谷氏系統。
- 熊谷直心： 京都・寺町と東京・銀座に店を構える文房具老舗『鳩居堂』は今西熊谷氏系統。
- 桐原葆見： 心理学者。安芸熊谷氏の庶家桐原直長の子孫。